# الجمعية الأمريكية للملحنين والمؤلفين والناشرين
الجمعية الأمريكية للملحنين والمؤلفين والناشرين (بالإنجليزية: American Society of Composers, Authors and Publishers)‏ أو فقط ASCAP /ˈæskæp/ هي منظمة أمريكية غير ربحية لحقوق الأداء (PRO) تحمي حقوق النشر الموسيقية لمنتسبيها من خلال مراقبة العروض العامة لموسيقاهم، سواء أكانت مسجلة أو أداء المباشر، وتعويضهم وفقا لذلك.
تجمع الجمعية رسوم الترخيص من مستخدمي الموسيقى، ثم توزعها على أعضائها. وهي جاءت نتاج حل وسط حماية لحقوق منتجي الموسيقى، فعندما يتم بث أغنية لا يتعين على من قام ببثها أن يدفع لصاحب حقوق الطبع والنشر مباشرة، كما لا يتعين على منشئ الموسيقى إصدار فاتورة استخلاص لمحطة إذاعية لاستخدام أغنيته.
في عام 2012، جمعت الجمعية ما يزيد عن 941 مليون دولار أمريكي كرسوم ترخيص ووزعت 828.7 مليون دولار من حقوق الملكية لأعضائها، مع نسبة نفقات عمل بلغت 11.6 في المئة من المجموع. اعتبارا من يوليو 2018، شملت عضوية الجمعية أكثر من 670,000 من مؤلفي الأغاني والملحنين وناشري الموسيقى ومع أكثر من 11 مليون عمل مسجل.
في الولايات المتحدة تتنافس الجمعية مع أربعة محترفين آخرين هم Broadcast Music، Inc، وجمعية ومؤلفي المسرح الأوروبي (SESAC)، وحقوق الموسيقى العالمية، وحقوق الموسيقى الاحترافية.

## روابط خارجية
- الجمعية الأمريكية للملحنين والمؤلفين والناشرين على موقع الموسوعة البريطانية (الإنجليزية)
- الجمعية الأمريكية للملحنين والمؤلفين والناشرين على موقع قاعدة بيانات برودواي على الإنترنت (الإنجليزية)